# Premier danseur

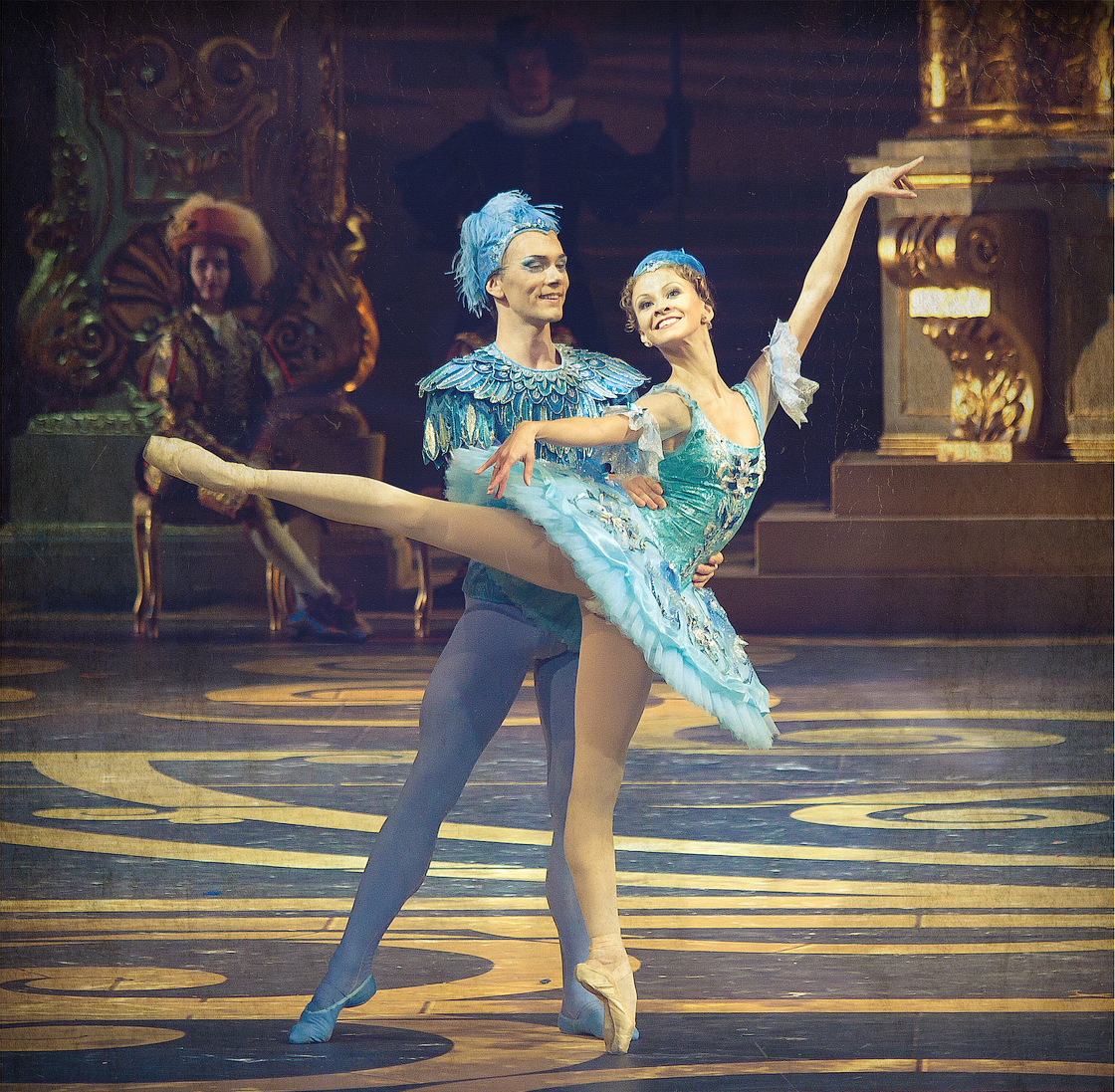
Vyacheslav Lopatin, Premier danseur du Ballet du Bolchoï, ici avec Anastasiya Stashkevich dans La Belle au bois dormant, en 2011

Premier danseur est le niveau hiérarchique le plus élevé parmi les danseurs au sein d'une compagnie de ballet dans plusieurs pays, permettant de distinguer des solistes remarquables. Certaines compagnies valorisent encore parmi eux des « étoiles », terme utilisé pour les danseurs du ballet de l'Opéra de Paris et passé dans le langage courant, tandis que d'autres ne font pas cette différence : il n'existe pas d'harmonisation dans ce domaine.

## France
Le titre de premier danseur est attribué au danseur qui atteint le deuxième échelon le plus élevé dans la hiérarchie du ballet de l'Opéra de Paris, après avoir été sujet.
Dès 1803-1804, le titre figure chez Jean-Georges Noverre comme synonyme de « premier sujet », soit l'échelon le plus haut de la troupe de ballet avant d'être remplacé par celui d'étoile à la fin du XIXe siècle.

## États-Unis
Aux États-Unis, le terme équivalent est « principal dancer » qui désigne un danseur à la technique remarquable, capable d'émouvoir le public. La distinction avec danseur étoile n'y existe pas. On rencontre toutefois  l'expression « prima ballerina »  pour désigner certaines danseuses exceptionnelles, selon la terminologie italienne,.

## Italie
En Italie « primo ballerino » ou « prima ballerina »  désigne l'équivalent d'un danseur étoile, la distinction  « primo ballerino assoluto » ou « prima ballerina assoluta » pour la première fois accordée à Pierina Legnani étant exceptionnelle.

## Russie
En Russie, l'équivalent est « soliste principal » (« ведущий солист »), premier danseur (« премьер ») correspondant à « étoile ».